# David Beaton
David Beaton (1494-29 de mayo de 1546) fue Lord Canciller de Escocia,  Arzobispo de St. Andrews y último cardenal escocés antes de la Reforma.

## Biografía
David Beaton era el sexto y más joven hijo varón de John Beaton (Bethune). La familia pertenecía al Clan Bethune, la rama escocesa de la Casa Bethune, perteneciente a la aristocracia francesa. Se estima que nació hacia el año 1494 en Fife. Se formó en las universidades de St. Andrews y Glasgow, antes de ir a París, donde estudió derecho civil y canónico. En 1519 el rey Jacobo V de Escocia lo nombró su embajador en Francia.
En 1520, su tío, James Beaton, Arzobispo de Glasgow, lo nombró rector y prebenda de Cambuslang. Cuando su tío James fue nombrado Arzobispo de St. Andrews en 1522, este renunció al cargo de comendador de Arbroath en favor de su sobrino. En 1525 David Beaton regresó de Francia para ocupar el asiento reservado al abad de Arbroath en el Parlamento de Escocia. En 1528 el rey lo nombró Lord del Sello Privado.
Entre 1533 y 1542 actuó en numerosas ocasiones como embajador del rey Jacobo V de Escocia en Francia. Tomó parte en las negociaciones para concertar los matrimonios reales, primero con Margarita de Valois y tras la muerte de esta, con María de Guisa. En 1537 fue nombrado coadjutor de su tío en St. Andrews, con derecho a sucesión.
En diciembre de 1537 fue nombrado Obispo de Mirepoix en Languedoc por recomendación del rey Francisco I de Francia. Al año siguiente fue designado Cardenal de San Esteban en Monte Celio por el papa Pablo III, y en 1539 sucedió a su tío al frente del Arzobispado de St. Andrews. En 1544, fue nombrado Legado Papal en Escocia. Políticamente, Beaton era un firme defensor de la alianza franco-escocesa, opuesto a las corrientes anglófilas asociadas a la reforma protestante en Escocia.
Las relaciones se tensaron entre Jacobo V y su tío, Enrique VIII de Inglaterra, que pretendía separar a Escocia de su lealtad a la Santa Sede y someterla a sí mismo. Enrique envió dos embajadas sucesivas a Escocia para instar a Jacobo a seguir su ejemplo al renunciar a la autoridad del Papa en sus dominios, pero este se negó a dejarse arrastrar por los planes del monarca inglés y a abandonar su reino para reunirse con él. Las hostilidades estallaron entre los dos reinos en 1542. El cardenal Beaton fue culpado por muchos de la guerra con Inglaterra que condujo a la derrota en Solway Moss en noviembre de 1542.
Tras la muerte de Jacobo V de Escocia en el Palacio de Falkland el 14 de diciembre de 1542, Beaton trató de convertirse en uno de los regentes de la pequeña soberana María I, pero no lo consiguió, recayendo finalmente el cargo en el Conde de Arran, afín a la corriente anglófila, que lo hizo detener y encarcelar, primero en el Palacio Dalkeith y luego en el Castillo Blackness. Tras tener noticia la Santa Sede del arresto del Cardenal Primado, se produjo un interdicto papal según el cual todas las iglesias del país deberían cerrarse y suspenderse la administración de los sacramentos.
Con Beaton fuera del poder, los anglófilos persuadieron al regente para organizar una alianza matrimonial con Inglaterra. Los tratados firmados en Greenwich en julio de 1543 estipulaban que María (todavía niña) sería criada por un noble/caballero inglés (y su esposa) hasta que tuviera diez años y luego residiría en Inglaterra hasta el momento de su matrimonio. La unión de los tronos de Inglaterra y Escocia, que el tratado preveía, fue controvertida desde el principio. En 1543 Beaton recuperó la libertad y logró que el Tratado de Greenwich fuera rechazado por el Parlamento escocés el 11 de diciembre de 1543, dando lugar a ocho años de conflicto anglo-escocés conocidos como Rough Wooing. 
En diciembre de 1545, Beaton organizó el arresto, el juicio y la ejecución del predicador protestante George Wishart. El 28 de marzo de 1546, Wishart fue estrangulado y luego quemado en la hoguera.

## Muerte
Las conspiraciones contra el Cardenal Beaton habían comenzado a circular ya en 1544. Los conspiradores estaban dirigidos por Norman Leslie, Conde de Rothes, y William Kirkcaldy de Grange. El Clan Leslie había sufrido el afán expansionista de Beaton en Fife. El tío de Kirkcaldy, James Kirkcaldy de Grange, tenía simpatía por los protestantes y había sido expulsado en 1543 como tesorero del reino, gracias a la influencia de Beaton. A ellos se unió John Leslie de Parkhill, uno de los nobles de Fife molesto por el asesinato de Wishart. Leslie y Kirkcaldy lograron acceder al Castillo de St. Andrews al amanecer del 29 de mayo de 1546, matando al portero. Luego asesinaron al cardenal, mutilando el cadáver y colgándolo de una ventana del castillo.
En el momento de su muerte, el Cardenal David Beaton era Lord Canciller de Escocia, Arzobispo de St. Andrews y Cardenal Primado de Escocia. 